# Lučivná
Lučivná (maďarsky Lucsivna, německy Lautschburg, polsky Łuczywna) je zemědělská obec na Slovensku v okrese Poprad. V obci žije 937 obyvatel. První písemná zmínka o obci pochází z roku 1298.
Dominantami obce jsou toleranční evangelický a katolický kostel. Nedaleko obce se nachází léčebný ústav plicních chorob.